# Corte de tazón

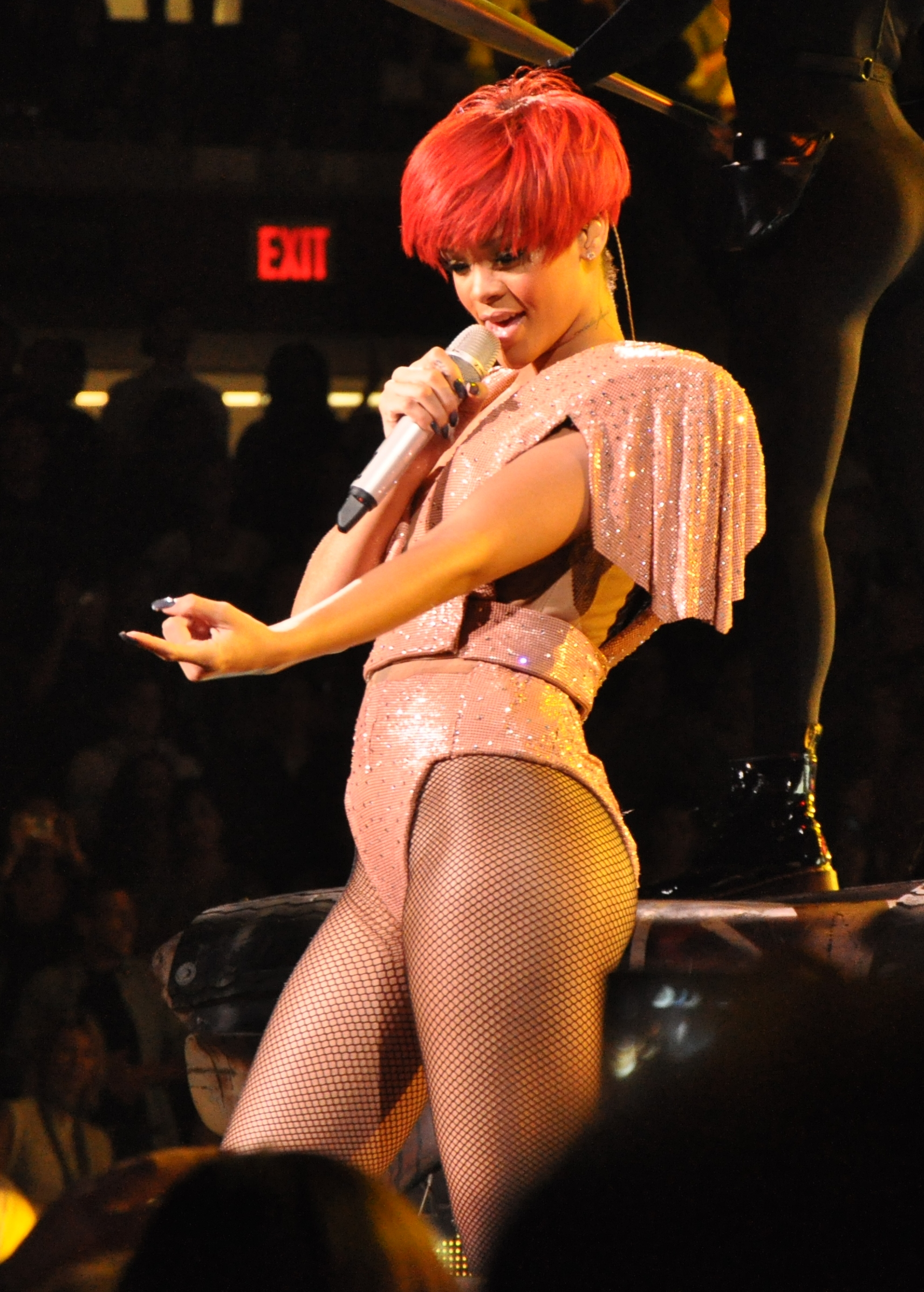
Rihanna con corte de tazón en The Last Girl On Earth Tour.

El corte de tazón es un corte de cabello popular que recibe su nombre por ser un corte casero y sencillo porque sólo requería la utilización de un tazón o cuenco para su formación. 

## Descripción

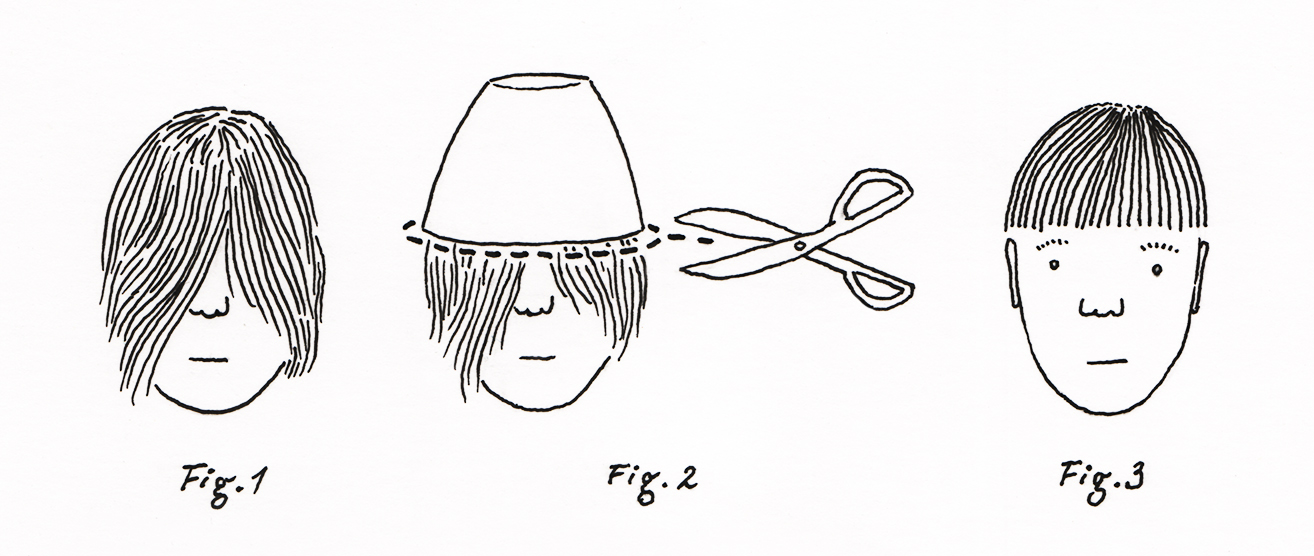
Literalidad a la que se refiere la idea de corte de tazón

El corte de tazón se caracteriza por ser un corte casero en el que se coloca un tazón sobre el cráneo y se utiliza como guía de corte para dejar intacto la mayor parte del cabello. Sólo se cortan o afeitan las patillas y el cabello de la parte trasera. El corte es completamente uniforme en la longitud del cabello.

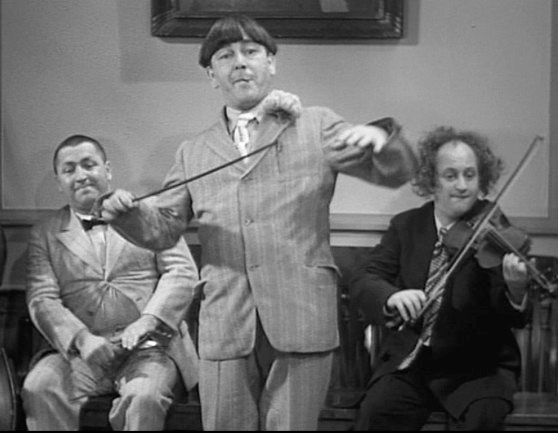
Moe Howard de Los tres chiflados (centro) en Disorder in the Court luciendo un corte de tazón.

## Historia
El origen del peinado es incierto pero se volvió popular en el siglo XII entre soldados y miembros de la iglesia, por ser un peinado sencillo. En los miembros de la iglesia se acostumbraba la tonsura, un corte de propósitos religiosos, popular entre frailes, que era similar al corte de tazón pero solo se conservaba una línea de cabello, afeitando completamente la parte superior del cráneo. El peinado se popularizó en toda Europa durante las Cruzadas.
Los Amish, un grupo religioso conservador, son conocidos por portar este corte de cabello. Los miembros del pueblo Ya̧nomamö, una etnia de la Amazonia, son también distinguidos por utilizar ese corte de cabello.
A principios del siglo XX, el corte se vuelve muy popular y uno de sus portadores más famosos fue Moe Howard de Los tres chiflados.
En la década de los años 1960 aparece el peinado popular del mop-top con la Invasión británica de The Beatles. Del mismo modo, desde el otro lado del charco, grupos como The Beach Boys o The Byrds emulan con este look a la banda de Liverpool. El mop-top es una variación del corte de tazón, pero es incorrecto llamarlo así porque no se requiere de uno para hacerlo, además el corte de cabello en la parte inferior del casco no es contrastante como lo es en el auténtico corte de tazón. El mop-top difiere del corte de tazón porque no es uniforme, el mop-top presenta un fleco degrafilado.
En 1990, el bowl cut vuelve a ser tendencia de la mano de Demi Moore y el look que luce su personaje en la película Ghost, acorde con el minimalismo predominante en la época.

## Popularidad
El corte de tazón ha sido el corte para niños por excelencia por su sencillez y el hecho de ser casero y no requerir inversión en peluquerías. Ciertamente es un corte amado por unos y odiado por otros. Algunos aseguran que el corte resurgió en la primera década del siglo XXI, cuando el corte fue transformado y estilizado, volviéndose más popular entre mujeres. La cantante Rihanna pudo ser vista en el 2010 luciendo un corte de tazón teñido de rojo.